# Желеховський Андрій Володимирович
Андрі́й Володими́рович Желехо́вський, також Желехівський (*1882 Лукашівка, Липовецький повіт, Київська губернія, Російська імперія — †9 травня 1943 Старий Оскол Бєлгородська область, РРФСР, СРСР) — український фізик, електрик. Із 1926 року очільник правління Всеукраїнської асоціації фізиків. Водночас у 1933—1941 роках — декан фізико-математичного факультету. У 1941—1942 роках ректор Харківського державного університету. Один з ініціаторів створення Українського фізико-технічного інституту у Харкові. Жертва сталінського терору.

## Біографія
Андрій Желаховський народився 1882 року у селі Лукашівка, Київської губернії. Дворянського походження. За національністю українець. Закінчив реальне училище у Києві та поступив у Київський політехнічний інститут. Після навчається на фізико-математичному факультеті Київського університету. Із 1907 року переїжджає до Харкова та завершує вищу освіту у відділені природних наук фізико-математичного факультету Імператорського Харківського університету у 1911 році із спеціальністю фізик. Наукова студентська робота «Термодинамічний потенціал і застосування його до рішення термодинамічних задач» мала визнання премією А. Ф. Павловського. У останній рік студентства зробив на фізичному семінарі кафедри повідомлення із темою «Електронна теорія магнетизму».

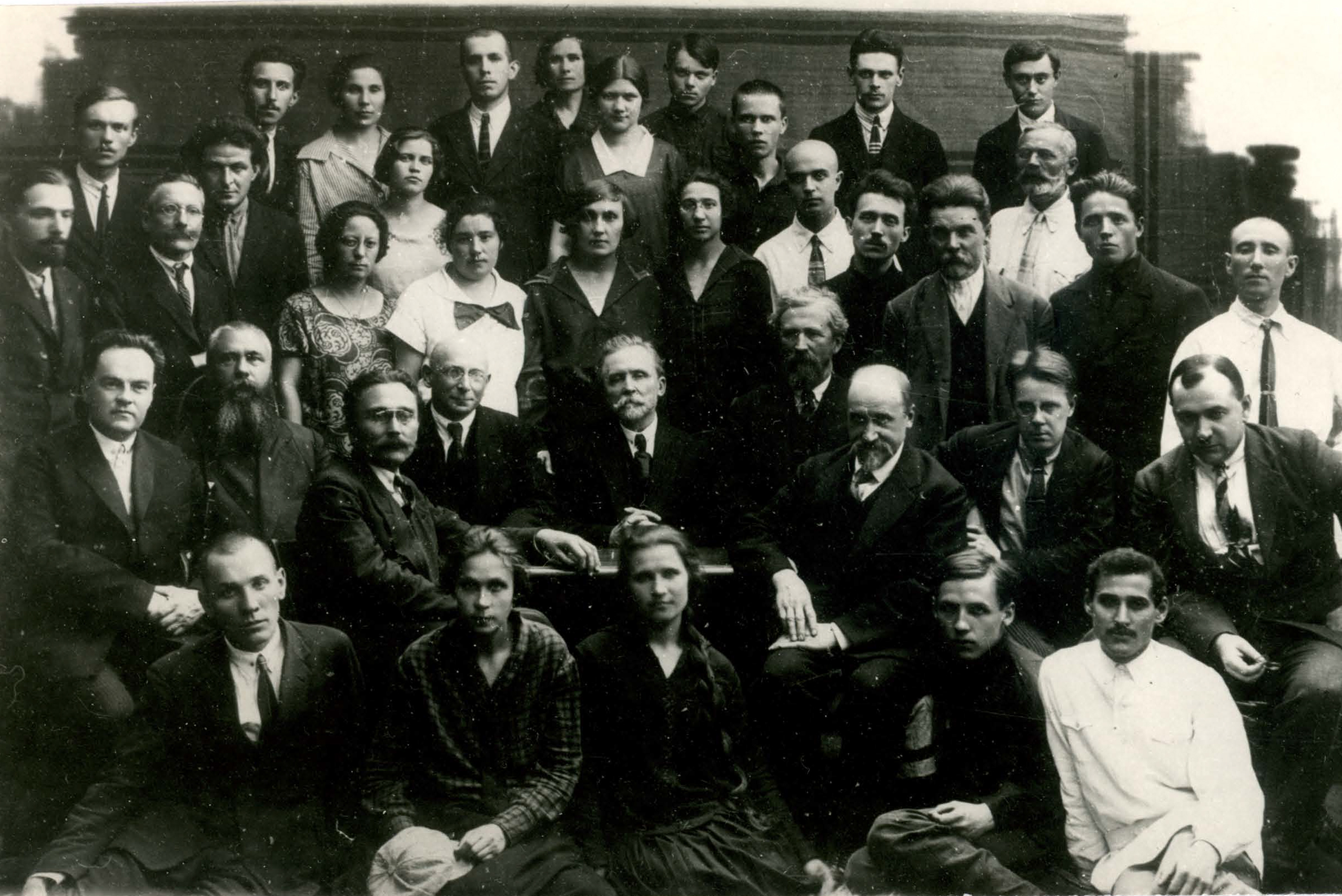
Колектив фізмату Харківського інституту народної освіти у 1928 році

У 1920—1921 роках професор Академії теоретичних знань. У 1921—1930 професор Харківського ІНО. Від 1923 року — Харківського медичного інституту. З 1926 року очолював правління Всеукраїнської асоціації фізиків та її харківську філію. Від 1927 року — завідувач секції загальної фізики, заступник завідувача Харківської науково-дослідної кафедри фізики, із 1933 по 1936 рік завідувач кафедри експериментальної фізики, згодом це кафедра електроніки та іонічних процесів, водночас із 1933 по 1941 рік — декан фізико-математичного факультету Харківського університету.
Один із ініціаторів створення Українського фізико-технічого інституту у Харкові, науковий керівник електровакуумної бригади при ньому, яка займалась виготовлення вакуумних приладів. Не займався політичною діяльністю.
Автор перших посібників та підручників з фізики українською мовою для Вищої школи: «Курс фізики» (1932), «Електрика» (1935) та «Фізика» (1933). Видав також «Курс теорії електрики» (1933). Популяризував фізичні науки, написав низку науково-популярних книг та робіт щодо багатьох аспектів застосування фізики у народному господарстві. Публікувався в журналі «Червоний шлях».
З початку Другої світової війни лишився у Харкові де працював ректором Харківського державного університету із 1941 по 1942 рік. Вже у 1942 році переїхав у місто Грайворон Бєлгородської області, де викладав у середній школі.

22 лютого 1943 заарештований НКВС звинувачений у співпраці з німецькою окупаційною владою. За офіційними даними, помер у тюрмі від висипного тифу. Реабілітований за відсутністю складу злочинів Військовою колегією Верховного суду СРСР у 1962 році.

## Роботи
Підручники:

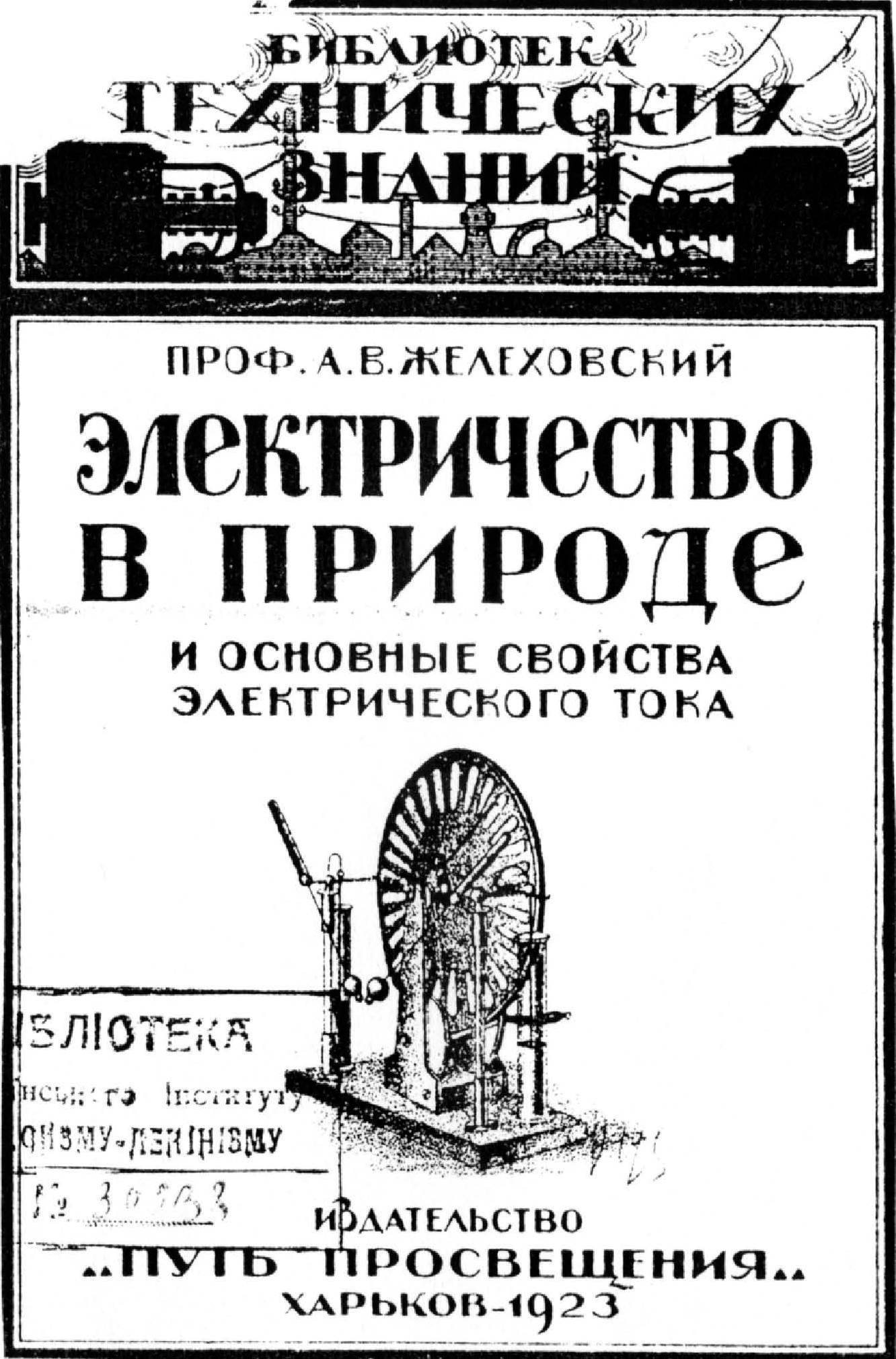
Робота Андрія Желеховського

1. Желеховський А. В. Фізика. Вип. 1 / А. В. Желеховський. – Х. : Радянська школа, 1931. – 386 с.
2. Желеховський А. В. Фізика. Вип. 1 / А. В. Желеховський. – Х. : ВІПКП, 1932. – 363 с.
3. Желеховський А. В. Курс фізики. Ч. II / А. В. Желеховський. – Х. : Радянська школа, 1932. – 252 с.
4. Желеховський А. В. Фізика. Вип. 1 / А. В. Желеховський. – Х.-К. : ОНТВУ, 1933. – 392 с. Науковий часопис НПУ імені М. П. Драгоманова
5. Желеховський А. В. Курс фізики. Вип. 3. Електрика / А. В. Желеховський. – Х.-К. : ДНТВУ, 1935. – 538 с.

Окремі статті:
- К вопросу о физических основаниях принципа относительности // Науч. зап. н.-и. матем. каф. Украины. 1926. Вып. 2 (рос.)
- Вплив зовнішніх умов на режим виснаги в розрідженому газі // Укр. фіз. зап. 1927. Т. 1, зошит 2
- Розподіл потенціалу на стінках розрядної трубки // Учені зап. Харків. ун-ту. 1935. Т. 1 (співавт.)
- До питання про залежність температури переохолодження води від діаметра канала трубки // Там само (співавт.)
- Вбирання світла в тонких шарах срібла // Там само. Т. 2/3 (співавт.).

## Прізвище
В другому тому Енциклопедії українознавства, Словникова частина. — Париж, Нью-Йорк, 1957, міститься словникова стаття Желихівський Андрій, в 11 томі Енциклопедія українознавства. Словникова частина. Доповнення. — Париж, Нью-Йорк, 1995,  паралельно подається прізвище Желехівський.